# Sint-Catharinakapel (Sankt Vith)

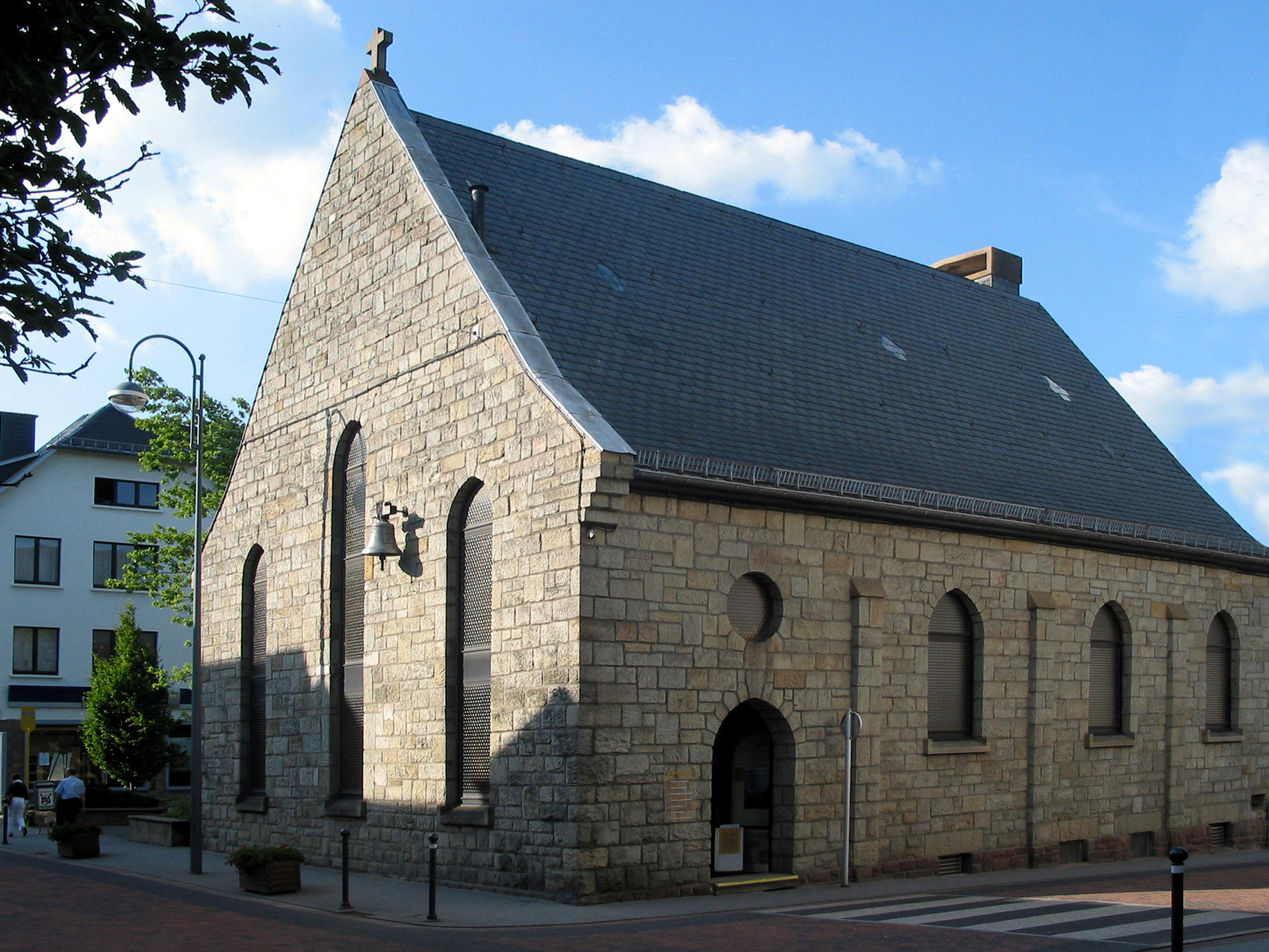
Sint-Catharinakapel

De Sint-Catharinakapel (Duits: Sankt Katherinenkapelle) is een kapel in de Luikse stad Sankt Vith.

## Geschiedenis
Deze kapel werd kapel en priesterhuis. De kapel is meerdere malen beschadigd en verwoest, het laatst tijdens de kerstdagen van 1944. Toen werd, in verband met het Ardennenoffensief, de hele stad weggebombardeerd.
In 1948 werd de kapel opnieuw opgebouwd en diende een tiental jaren als noodkerk, totdat de nieuwe Sint-Vituskerk gereed kwam. In 1984 werd de kapel geheel gerestaureerd.

## Gebouw
Het betreft een zaalkerk in romaanse stijl, opgetrokken in blokken van natuursteen. Het interieur is sober vormgegeven. Een beeld van de Heilige Catharina is nog afkomstig uit de gebombardeerde kapel. Verder is er een kruisbeeld dat door een Amerikaans soldaat in de ruïne van de stad werd gevonden. De soldaat had het kruisbeeld meegenomen naar Amerika en het werd bewaard in een Sioux-reservaat tot 2001 waarna het werd teruggebracht naar Sankt Vith.